# Rabenvater (Film)
Rabenvater ist ein deutscher Spielfilm aus dem DEFA-Studio für Spielfilme von Karl-Heinz Heymann aus dem Jahr 1986.

## Handlung
Jonathan übernachtete bei einer Freundin und geht sehr früh zur Arbeit in das Hallenser Kino Capitol, wo er als Filmplakatmaler arbeitet und wie immer holt er vorher etwas zum Frühstücken für seine beiden Kollegen. Doch heute ist etwas anders, denn er hat beschlossen, seinen Sohn David an dessen neunten Geburtstag zu besuchen, weshalb er seinen Chef fragt, was der wohl seinen Enkeln zu diesem Feiertag schenkt. Jonathan ist seit zwei Jahren geschieden, hat auf ein regelmäßiges Treffen mit seinem Jungen verzichtet und ihn deshalb auch schon lange nicht mehr gesehen. Also macht er sich auf den Weg in seine ehemalige Wohnung, um ihm ein Geschenk zu bringen, das wie von seinem Chef vorgeschlagen, aus einer Autorennbahn besteht. David nimmt das Erscheinen seines Vaters ohne Verwunderung auf und freut sich sehr darüber. Auch als Franz, der neue Partner der geschiedenen Frau Jonathans eintrifft, um mit den kleinen Geburtstagsgästen zu spielen, gibt es keine Probleme. Obwohl kleinere Spannungen nicht zu übersehen sind, verläuft alles sehr ruhig und David betrachtet noch im Bett das von seinem Vater mitgebrachte Geschenk.
Jonathan möchte den Kontakt zu seinem Sohn festigen und versucht ihn jetzt so oft wie möglich, zu sehen. Mutter Ruth und Franz, der David auch sehr mag und von ihm akzeptiert wird, verhalten sich gegenüber Jonathan tolerant und lassen ihn gewähren. Eines Tages bitten sie ihn selbst, David zu sich zu nehmen, da sie gemeinsam eine Feier besuchen wollen. Ruth hat zur Vereinfachung einen bereits vorbereiteten Braten mitgebracht, der nur noch eine Stunde in die Bratröhre geschoben werden muss. David ist neugierig, zieht den Topf aus der Röhre und gießt sich dabei das heiße Fett über seinen Unterarm. In der Notaufnahme des Krankenhauses wollen die Angestellten Jonathan nicht akzeptieren, da er kein Erziehungsberechtigter mehr ist, weshalb die Mutter geholt wird. Die kommt natürlich mit Franz und während die beiden Männer auf dem Flur warten müssen, kommen sie sich beim Austausch von Kindheitserinnerungen näher und begraben dadurch endgültig ihre Konkurrenzgedanken. Man vereinbart, natürlich mit Ruth, dass der Junge, wann immer er am Wochenende will, zu Jonathan darf. 
Und doch gibt es manchmal Probleme. Jonathan will im Sommer spontan mit David verreisen, doch der ist bereits mit einem Bus in ein Ferienlager an der Ostsee unterwegs. Danach wollen Ruth und Franz mit ihm selbst zu verreisen. So nimmt Jonathan sein Motorrad und fährt dem Bus hinterher. David sieht ihn und nutzt den nächsten Halt auf einem Parkplatz, um bei seinem Vater im Beiwagen seiner Maschine mitzufahren, durch einen Trick schaffte er es, dass sein Fehlen im Bus nicht bemerkt wird. Jonathan informiert aber Ruth per Telefon und verspricht, ihn ins Ferienlager zu bringen. Nach ein paar abenteuerlichen Tagen als Tramper, das Motorrad wird zwischenzeitlich gestohlen, kann David im Lager abgeliefert werden.

## Produktion und Veröffentlichung
Rabenvater wurde von der Künstlerischen Arbeitsgruppe „Babelsberg“ auf ORWO-Color gedreht und hatte seine Uraufführung am 30. April 1986 im Berliner Kino International. Im Fernsehen wurde der Film das erste Mal am 13. Mai 1988 im 2. Programm des Fernsehens der DDR ausgestrahlt.
Die Dramaturgie lag in den Händen von Barbara Rogall und Dieter Wolf, das Szenarium stammt von Thomas Knauf.

## Kritik
In der Berliner Zeitung bemerkte Günter Sobe: 

„Bei allem gebotenen Ernst gibt der Konflikt jeder künstlerischen Auslegung recht. Das ließe sich salopp oder moralisierend als Komödie denken oder als Tragödie, als Tragikomödie oder sentimentale Kolportage, Doch wie soll man sich's als nichts von alledem vorstellen? Wie ich 's drehe und wende, ich krieg's nicht heraus, worum die Macher sich bemühten. Eine gewisse Leere scheint — manchmal gezielt bildlich belegt — in die Szenerie getragen.“

In der Kritik des Neuen Deutschlands beklagte sich Horst Knietzsch darüber, dass nur etwa ein Dutzend  Besucher im Kino saßen und stellte weiter fest: 

„Doch auch ein vollbesetztes Haus wäre sicher nicht in Begeisterung zu versetzen gewesen. Dafür fehlte es dem Film an einer dramatischen Schürzung des Konflikts, da wird Episodisches in kühlem Gleichmaß geboten; mit spröden Dialogen, die wenig zu einer vertiefenden Charakterisierung der Figuren beitragen.“

Das Lexikon des internationalen Films schreibt, dass es sich hier um einen etwas zähflüssigen DEFA-Spielfilm handelt, der wirkliche Alltagskonflikte nur vorgaukelt und eher Traumvorstellungen von möglichen Partnerschaften projiziert.